# Rot-Weiss Essen
El Rot-Weiss Essen és un club de futbol alemany de la ciutat d'Essen, Rin del Nord-Westfàlia.

## Història
El club es va fundar com a SV Vogelheim l'1 de febrer de 1907 per la fusió de dos petits clubs: SC Preussen i Deutsche Eiche. El 1910, el Vogelheim arribà a un acord amb el Turnerbund Bergeborbeck que permeté als dos clubs crear un equip de futbol. L'any 1913 els futbolistes crearen el seu propi club, el Spiel- und Sportverein Emscher-Vogelheim, que més tard canvià de nom a Spiel und Sport 1912. El 1923, aquest equip retornà de nou al Turnerbund Bergeborbeck i creà el Rot-Weiss Essen.

## Palmarès
- Lliga alemanya de futbol (1):
  - 1955
- Copa alemanya de futbol (1):
  - 1953
- Campionat d'Alemanya Amateur (1):
  - 1992

## Jugadors

### Plantilla 2024-25
A 4 febrer 2025 
| N. | Pos. | Nac. | Jugador                                    |
| -- | ---- | --- | ------------------------------------------ |
| 1  | POR  | [[Fitxer:Flag of Germany.svg\|23x15px\|border \|alt=Alemanya\|link=Selecció de futbol d'Alemanya\|{{#if:\|]]                      | Jakob Golz                                 |
| 2  | DEF  | [[Fitxer:Flag of Germany.svg\|23x15px\|border \|alt=Alemanya\|link=Selecció de futbol d'Alemanya\|{{#if:\|]]                      | Julian Eitschberger (cedit pel Hertha BSC) |
| 3  | DEF  | [[Fitxer:Flag of Germany.svg\|23x15px\|border \|alt=Alemanya\|link=Selecció de futbol d'Alemanya\|{{#if:\|]]                      | Matti Wagner (cedit pel Greuther Fürth)    |
| 4  | DEF  | [[Fitxer:Flag of Germany.svg\|23x15px\|border \|alt=Alemanya\|link=Selecció de futbol d'Alemanya\|{{#if:\|]]                      | Michael Schultz (capità)                   |
| 5  | MIG  | [[Fitxer:Flag of Albania.svg\|23x15px\|border \|alt=Albània\|link=Selecció de futbol d'Albània\|{{#if:\|]]                        | Klaus Gjasula                              |
| 6  | MIG  | [[Fitxer:Flag of Germany.svg\|23x15px\|border \|alt=Alemanya\|link=Selecció de futbol d'Alemanya\|{{#if:\|]]                      | Ahmet Arslan                               |
| 8  | MIG  | [[Fitxer:Flag of the Netherlands.svg\|23x15px\|border \|alt=Països Baixos\|link=Selecció de futbol dels Països Baixos\|{{#if:\|]] | Jimmy Kaparos                              |
| 10 | MIG  | [[Fitxer:Flag of Germany.svg\|23x15px\|border \|alt=Alemanya\|link=Selecció de futbol d'Alemanya\|{{#if:\|]]                      | Thomas Eisfeld                             |
| 11 | DAV  | [[Fitxer:Flag of the Netherlands.svg\|23x15px\|border \|alt=Països Baixos\|link=Selecció de futbol dels Països Baixos\|{{#if:\|]] | Ramien Safi                                |
| 14 | MIG  | [[Fitxer:Flag of Germany.svg\|23x15px\|border \|alt=Alemanya\|link=Selecció de futbol d'Alemanya\|{{#if:\|]]                      | Lucas Brumme                               |
| 16 | DEF  | [[Fitxer:Flag of Germany.svg\|23x15px\|border \|alt=Alemanya\|link=Selecció de futbol d'Alemanya\|{{#if:\|]]                      | Mustafa Kourouma                           |
| 17 | DEF  | [[Fitxer:Flag of Germany.svg\|23x15px\|border \|alt=Alemanya\|link=Selecció de futbol d'Alemanya\|{{#if:\|]]                      | Ekin Çelebi                                |
| 18 | MIG  | [[Fitxer:Flag of Germany.svg\|23x15px\|border \|alt=Alemanya\|link=Selecció de futbol d'Alemanya\|{{#if:\|]]                      | Nils Kaiser                                |
| 19 | DEF  | [[Fitxer:Flag of Germany.svg\|23x15px\|border \|alt=Alemanya\|link=Selecció de futbol d'Alemanya\|{{#if:\|]]                      | Eric Voufack                               |

| N. | Pos. | Nac. | Jugador                                       |
| -- | ---- | --- | --------------------------------------------- |
| 22 | MIG  | [[Fitxer:Flag of Germany.svg\|23x15px\|border \|alt=Alemanya\|link=Selecció de futbol d'Alemanya\|{{#if:\|]]                    | Joseph Boyamba                                |
| 23 | DEF  | [[Fitxer:Flag of Germany.svg\|23x15px\|border \|alt=Alemanya\|link=Selecció de futbol d'Alemanya\|{{#if:\|]]                    | José-Enrique Ríos Alonso                      |
| 24 | MIG  | [[Fitxer:Flag of Japan.svg\|23x15px\|border \|alt=Japó\|link=Selecció de futbol del Japó\|{{#if:\|]]                            | Kaito Mizuta                                  |
| 25 | DAV  | [[Fitxer:Flag of Germany.svg\|23x15px\|border \|alt=Alemanya\|link=Selecció de futbol d'Alemanya\|{{#if:\|]]                    | Manuel Wintzheimer (cedit pel 1. FC Nürnberg) |
| 26 | DAV  | [[Fitxer:Flag of Germany.svg\|23x15px\|border \|alt=Alemanya\|link=Selecció de futbol d'Alemanya\|{{#if:\|]]                    | Torben Müsel                                  |
| 27 | DAV  | [[Fitxer:Flag of Croatia.svg\|23x15px\|border \|alt=Croàcia\|link=Selecció de futbol de Croàcia\|{{#if:\|]]                     | Dominik Martinović                            |
| 28 | MIG  | [[Fitxer:Flag of France (1794–1815, 1830–1974).svg\|23x15px\|border \|alt=França\|link=Selecció de futbol de França\|{{#if:\|]] | Tom Moustier                                  |
| 29 | DAV  | [[Fitxer:Flag of Guinea.svg\|23x15px\|border \|alt=Guinea\|link=Selecció de futbol de Guinea\|{{#if:\|]]                        | Moussa Doumbouya                              |
| 30 | DAV  | [[Fitxer:Flag of Germany.svg\|23x15px\|border \|alt=Alemanya\|link=Selecció de futbol d'Alemanya\|{{#if:\|]]                    | Kelsey Meisel                                 |
| 31 | POR  | [[Fitxer:Flag of Germany.svg\|23x15px\|border \|alt=Alemanya\|link=Selecció de futbol d'Alemanya\|{{#if:\|]]                    | Ole Springer                                  |
| 33 | DEF  | [[Fitxer:Flag of Germany.svg\|23x15px\|border \|alt=Alemanya\|link=Selecció de futbol d'Alemanya\|{{#if:\|]]                    | Tobias Kraulich                               |
| 35 | POR  | [[Fitxer:Flag of Germany.svg\|23x15px\|border \|alt=Alemanya\|link=Selecció de futbol d'Alemanya\|{{#if:\|]]                    | Felix Wienand                                 |
| 39 | DEF  | [[Fitxer:Flag of Germany.svg\|23x15px\|border \|alt=Alemanya\|link=Selecció de futbol d'Alemanya\|{{#if:\|]]                    | Gianluca Swajkowski                           |

### Jugadors històrics destacats
- Blerim Rrustemi
- Mario Basler
- Dieter Bast
- Dennis Brinkmann
- Bjarne Goldbæk
- Horst Hrubesch
- Volkan Yaman
- Issam Al-Edrissi
- Barış Özbek
- Serkan Çalık
- Mesut Özil
- Ali Bilgin
- Volkan Arslan
- Willi "Ente" Lippens
- Helmut "Der Boss" Rahn
- Otto Rehhagel